# سد الوارو اوبرگون
سد الوارو اوبرگون (به اسپانیایی: Presa Álvaro Obregón) یک سد خاکی و نیروگاه برقابی در مکزیک است که در ایالت سونورا واقع شده‌است.